# Tiếng Đức Áo
Tiếng Đức Áo (tiếng Đức: Österreichisches Deutsch), tiếng Đức chuẩn Áo (ASG), tiếng Đức Áo chuẩn (tiếng Đức: Österreichisches Standarddeutsch), hoặc tiếng Thượng Đức Áo (tiếng Đức: Österreichisches Hochdeutsch) là phương ngữ tiếng Đức chuẩn được sử dụng ở Áo. Nó có uy tín xã hội- ngôn ngữ cao nhất tại địa phương, vì nó là phương ngữ được sử dụng trong phương tiện truyền thông và cho các tình huống trang trọng khác. Trong các tình huống ít trang trọng hơn, người Áo có xu hướng sử dụng các dạng gần giống hoặc giống hệt với tiếng Bayern và tiếng Alemanni - dạng nói truyền thống, nhưng hiếm khi được viết - ở Áo.

## Lịch sử
Tiếng Đức Áo khởi đầu vào giữa thế kỷ 18, khi hoàng hậu Maria Theresa và con trai Joseph II đưa giáo dục bắt buộc (năm 1774) và một số cải cách hành chính trong đế chế đa ngôn ngữ Habsburg của họ. Vào thời điểm đó, chữ viết tiêu chuẩn là Oberdeutsche Schreibsprache, chịu ảnh hưởng rất lớn từ các phương ngữ Bayern và Alemanni của Áo.

## Ngôn ngữ
Giống như mối quan hệ giữa tiếng Anh Anh và tiếng Anh Mỹ, các phương ngữ tiếng Đức khác nhau ở các khía cạnh nhỏ (ví dụ: chính tả, cách sử dụng từ và ngữ pháp) nhưng nhìn chung rất giống nhau và dễ thông hiểu lẫn nhau. 

## Phương ngữ
- Phương ngữ của nhóm Bayern Áo, cũng bao gồm các phương ngữ của Bayern Đức 
  - Phương ngữ Trung Bayern (dọc theo các con sông chính Isar và Danube, được nói ở mạn bắc của Bang Salzburg, Thượng Áo, Hạ Áo và Bắc Burgenland) 
    - Tiếng Đức Vienna

  - Phương ngữ Nam Bayern (ở Tirol, Nam Tirol, Carinthia, Styria và mạn nam Salzburg và Burgenland)
- Tiếng Vorarlberg được nói ở Vorarlberg, là một phương ngữ tiếng Đức Thượng Alemanni.